# Karl Krahl (Genealoge)
Karl Krahl (auch Carl Krahl, geboren am 5. Mai 1819 in Dresden; gestorben am 1. Dezember 1891 in Wien) war ein deutsch-österreichischer Genealoge und Heraldiker.
Krahl wurde als Sohn eines Schusters in Dresden geboren. Von 1841 bis 1846 studierte er an der Universität Wien Chirurgie und Geburtshilfe, 1847 schloss er mit dem Magister der Chirurgie sein Studium ab und übernahm eine Stelle als praktischer Arzt in Stetten. Nach anderen Angaben wurde er Chirurg im benachbarten Bisamberg. 1848 heiratete er Barbara Kolarz, die Witwe des Hofwappenmalers Josef Stein, übernahm dessen Geschäft und gab seine Arztstelle auf.
Er war Hofwappenmaler, Wappenzensor und Kanzlei-Wappenmaler des königlich Ungarischen Ministeriums am Allerh. Hoflager in Wien. 1870 wurde er Mitbegründer der Heraldisch-Genealogischen Gesellschaft „Adler“ in Wien. Verdienste erwarb er sich um die Hebung des heraldischen Geschmacks und der Wappenkunst in Österreich. Er sammelte wertvolle heraldische Originale, Urkunden, Kunstgegenstände und erstellte einen Wappenkatalog mit 150.000 Einträgen.
Krahl war Mitglied im Zentralausschuss des Österreichischen Touristenklubs und dessen Bibliothekar. Gemeinsam mit Anton von Ruthner und Hans Hauenschild hatte er wesentlichen Anteil an der Erschließung des Toten Gebirges. Eine natürliche Felshöhle unterhalb der Brotfallscharte ließ er im Jahre 1875 mit einer Verschalung samt Tür sowie Bänken und Matratzen versehen und als erste Bergsteiger-Unterkunft am Anstieg zum Großen Priel ausgestalten. Das 1884 auf der Oberen Polsteralm erbaute kleine Schutzhaus wurde nach ihm Karl-Krahl-Schutzhaus benannt. Es war der Vorläufer des Prielschutzhauses.
Krahls Neffe Ernst August Krahl war ebenfalls Heraldiker.

## Auszeichnungen
- 1878 erhielt Krahl den 1. Preis bei der heraldisch – genealogischen – sphragistischen Ausstellung in Wien.